# Khulu Skenjana
 (mai 2024).
 (mai 2024).
 (mai 2024).
La mise en forme du texte ne suit pas les recommandations de Wikipédia : il faut le « wikifier ».
Les points d'amélioration suivants sont les cas les plus fréquents. Le détail des points à revoir est peut-être précisé sur la page de discussion.
- Les titres sont pré-formatés par le logiciel. Ils ne sont ni en capitales, ni en gras.
- Le texte ne doit pas être écrit en capitales (les noms de famille non plus), ni en gras, ni en italique, ni en « petit »…
- Le gras n'est utilisé que pour surligner le titre de l'article dans l'introduction, une seule fois.
- L'italique est rarement utilisé : mots en langue étrangère, titres d'œuvres, noms de bateaux, etc.
- Les citations ne sont pas en italique mais en corps de texte normal. Elles sont entourées par des guillemets français : « et ».
- Les listes à puces sont à éviter, des paragraphes rédigés étant largement préférés. Les tableaux sont à réserver à la présentation de données structurées (résultats, etc.).
- Les appels de note de bas de page (petits chiffres en exposant, introduits par l'outil «  Source ») sont à placer entre la fin de phrase et le point final[comme ça].
- Les liens internes (vers d'autres articles de Wikipédia) sont à choisir avec parcimonie. Créez des liens vers des articles approfondissant le sujet. Les termes génériques sans rapport avec le sujet sont à éviter, ainsi que les répétitions de liens vers un même terme.
- Les liens externes sont à placer uniquement dans une section « Liens externes », à la fin de l'article. Ces liens sont à choisir avec parcimonie suivant les règles définies. Si un lien sert de source à l'article, son insertion dans le texte est à faire par les notes de bas de page.
- La présentation des références doit suivre les conventions bibliographiques. Il est recommandé d'utiliser les modèles {{Ouvrage}}, {{Chapitre}}, {{Article}}, {{Lien web}} et/ou {{Bibliographie}}. Le mode d'édition visuel peut mettre en forme automatiquement les références.
- Insérer une infobox (cadre d'informations à droite) n'est pas obligatoire pour parachever la mise en page.

Pour une aide détaillée, merci de consulter Aide:Wikification.
Si vous pensez que ces points ont été résolus, vous pouvez retirer ce bandeau et améliorer la mise en forme d'un autre article.
Mkhulu Malusi Manqoba Skenjana, dit Khulu Skenjana, né le 6 avril 1982, est un acteur sud-africain[1]. Il est notamment connu pour ses rôles dans les productions Machine Gun Preacher, Zulu et Zama Zama.

## Biographie
Mkhulu Malusi Manqoba Skenjana est né le 6 avril 1982 à Soweto, en Afrique du Sud[réf. nécessaire].
En 2016, il épouse l'actrice Mona Monyane (en). Ils ont vécu ensemble pendant quatre ans et ont donné naissance à deux enfants. Leur fille aînée, Ase-Ahadi Lesemole Mamphai Skenjana, est née en août 2016. Leur deuxième enfant, Amani-Amaza Wamazulu Skenjana, né le 16 novembre 2017, est décédé une semaine après sa naissance.

## Carrière
Sa carrière débute dans les années 2000 par des apparitions non-créditées dans des séries télévisées comme A Place Called Home, Binnelanders et Generations. Parallèlement, il apparaît dans la série télévisée populaire All Access Mzansi et travaille comme artiste vocal. Par la suite, il joue dans la série Entabeni, incarnant le personnage de « Kumkani Modise ».
En 2008, il joue le rôle de « Mandla » dans la mini-série L'Arche de Noé, diffusée de juillet à août. Cette même année, il fait une apparition dans la série NBC The Philanthropist. En 2010, il interprète le personnage de « David Tabane » dans la série The Mating Game. Pendant cette période, il joue également le rôle de « Thomas » dans la série Hola Mpinji. En outre, il apparait dans plusieurs séries télévisées populaires telles que Sokhulu & Partners, Rhythm City, A Place Called Home et Jozi-H .
En 2011, il apparait pour la première fois au cinéma en incarnant « Max » dans le film 48. La même année, il joue dans le film Machine Gun Preacher. En 2013, il tient le rôle principal de « Themba » dans le film Zulu. Cette même année, il rejoint la deuxième saison d'Intersexions et joue également « Pushas » dans Tempy.

## Séries télévisées
- Un endroit appelé chez soi en tant que Guest Star
- All Access Mzansi en tant qu'artiste voix off
- Binnelanders en Guest Star
- Changer en voix off
- Entabeni comme Kumkani Modise
- Erfsondes en tant que Stanley
- Tombé en tant que S'bu Majola
- Générations en Guest Star
- Copie papier en tant que Malume Joe
- Salut Mpinji ! comme Thomas
- Imposteur en tant que César
- Intersexualités en tant que Montsho
- Isono : Le péché en tant que Gazati
- C'est compliqué en tant que Diliza
- La Croix de Jacob en tant que Mr Black
- Jozi en tant qu'invité vedette
- Confinement en tant que Mamba
- Matatiele comme gars de la construction
- L'Arche de Noé en tant que Mandla
- Guyz célibataire en tant que James
- Sokhulu & Partners en tant qu'invité vedette
- Tempy Pushas en tant que Zenzele Zembe
- The Bantu Hour en tant que Cast Member
- Le dossier en tant qu'invité vedette
- Le jeu de l'accouplement en tant que David Tabane
- Le Maire en tant que Jabu Isaacs
- Le philanthrope en tant que sergent
- uSkroef noSexy en tant que Ntelezi
- Zabalaza comme Ntsika

## Filmographie
| Année | Film                        | Rôle                                | Genre                | Réf. |
| ----- | --------------------------- | ----------------------------------- | -------------------- | ---- |
| 2010  | Salut Mpinji                | Thomas                              | Mini-série télévisée |      |
| 2011  | 48                          | Max.                                | Film                 |      |
| 2011  | Prédicateur de mitrailleuse | Rebelle adulte #1                   | Film                 |      |
| 2012  | Zama Zama                   | Manto                               | Film                 |      |
| 2013  | zoulou                      | Themba                              | Film                 |      |
| 2015  | Matatiélé                   | gars de la construction             | Séries TV            |      |
| 2017  | Le pendu                    | Mfundisi Mdlethsé                   | Court métrage        |      |
| 2017  | Mort-né                     | Ngqhundululu le pirate informatique | Court métrage        |      |
| 2019  | Ville de Knuckle            | Mâchoire carrée                     | Film                 |      |